# Raven's Nest
Palmarès
ECW World Tag Team Championship (2 fois) – Raven et Richards
ECW World Heavyweight Championship (2 fois) – Raven 
WCW United States Heavyweight Championship (1 fois) – Raven 
WCW World Television Championship (1 fois) – Saturn 
WCW World Tag Team Championship (2 fois) – Raven et Saturn
Raven's Nest est un clan de plusieurs catcheurs de l'Extreme Championship Wrestling commandée par Raven entre 1995 et 1997.
Après 1997, Raven recrée un groupe à la World Championship Wrestling (The Flock et The Dead Pool) et à Total Nonstop Action Wrestling (The Gathering et Serotonin).

## Extreme Championship Wrestling

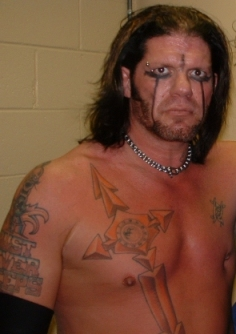
Raven en 2004.

### Raven's Nest (1995-1997)
Raven's Nest (litt. « le nid de corbeau ») est un large clan de la Extreme Championship Wrestling, avec de nombreuses fluctuations, constitué de valets, des seconds couteaux, des gardes du corps, etc. The Nest assiste surtout Raven lors de matchs contre Tommy Dreamer et The Sandman. 

#### Membres et alliés
- Stevie Richards
- Tony Stetson et Johnny Hotbody, le rejoignent car le considèrent comme « la voix de leur génération ».
- Beulah McGillicutty, devient valet de Raven le 8 avril 1995
- The Pitbulls (Pitbull #1 and Pitbull #2)
- Luna Vachon
- The Vampire Warrior
- The Dudley Boyz (Big Dick Dudley, Dudley Dudley et Lil' Snot Dudley)
- Don E. Allen et Dino Sendoff
- Cactus Jack, se retourne contre Tommy Dreamer et rejoint Raven
- The Eliminators (Perry Saturn et John Kronus)
- The Heavenly Bodies (Tom Prichard & Jimmy Del Ray)
- The Blue Meanie
- Kimona Wanalaya, Kimona remplace Beulah, après que Beulah a quitté the Nest en janvier 1996
- The Bruise Brothers (Don Harris et Ron Harris)
- Brian Lee
- Super Nova
- Miss Patricia
- Lori Fullington, l'ex-femme de The Sandman
- Tyler Fullington, le fils du Sandman, alors âgé de 7 ans et qui a subi un lavage de cerveau l'amenant à vouer un culte à Raven.
- Lupus
- Chastity
- Reggie Bennett

#### Palmarès
- ECW Tag Team Championship (6 fois) : Raven et Richards (2), Saturn et Kronus (3) et The Pitbulls (1)[1]
- ECW World Television Championship (1 fois) : Pitbull #2[2]
- ECW World Heavyweight Championship (2 fois) : Raven[3]

## World Championship Wrestling

### The Flock (1997-1998 et 1999)
The Flock (litt. « le troupeau ») est fondé par Raven en août 1997, lors de son transfert à la World Championship Wrestling (WCW), afin de suivre la mode des groupes au sein de cette fédération (nWo, Four Horsemen). La particularité de ce groupe est que les catcheurs sont habillés grunge. Le succès est mitigé car The Flock n'a pas remporté de grosses victoires, ni de titre important, sauf pour Raven qui gagna le titre US et Saturn pour le titre Télévisé. 
L'écurie commence à se disloquer avec le départ de Perry Saturn, qui remporte le reste de The Flock dans un match face à Raven le 13 septembre 1998 à WCW Fall Brawl. Cependant après WCW Uncosored 99,Raven commença à rivaliser avec les deux membres de Horsemen Chris Benoit & Dean Malenko.
Lors du Nitro du 22 mars,lorsque Raven combattait les deux horsemen pour les titres Saturn vient à son secours mais malheureusement ils perdent par disqualification à cause du coup de ceinture de Raven. Lors du Slamboree 1999,ils réussissent à gagner leurs premières règnes des titres par équipe à la WCW dans un triple treat match incluant les deux horsemens Chris Benoit & Dean Malenko et les champions Rey Mysterio et Billy Kidman grâce à l'aide de Kanyon qui était masqué avec le masque de Sting. Durant cette second incarnation,ils étaient trois bien qu'au départ ils formèrent un tag-team  ils rivalisent avec Benoit (qui a déjà rivalisé avec Raven et Saturn en 1997 et 1998 juste avant de lancer dans la poursuite du World Television Championship de Booker T) et Dean Malenko mais aussi avec Kidman (qui était ancien membre du groupe) avec son partenaire le Cruiserweight Champion Rey Mysterio.

#### Membres
Tous les membres du clan étaient des parias au sein de la fédération.
- Lodi[4], valet de Raven.
- Reese[4]
- Kidman[4], était un sans abri toxicomane avant de rencontrer Raven.
- Riggs[4], il rejoint The Flock après une défaite face à Raven. Après avoir quitté The Flock, il effectue un heel-turn et choisit un mode de vie plus propre.
- Horace[4], recruté dans le clan uniquement parce qu'il était le neveu du WCW World Heavyweight Champion, Hollywood Hogan. Raven a tenté de se servir de lui pour se rapprocher de Hogan.
- Kanyon, était en rivalité avec Raven avant de rejoindre le clan. C'est le dernier membre à intégrer le clan et reste ensuite auprès de Raven
- Stevie Richards[4], était déjà valet de Raven à la ECW.
- Saturn[4], garde du corps de Raven
- Hammer[4], était une star de heavy metal devenu catcheur, renvoyé de la WCW (kayfabe) qui cherche du travail. Il a battu Saturn dans un Loser left the Flock match (le perdant quitte the Flock), mais est éjecté du groupe par Raven, qui préférait Saturn.
- Sick Boy[4]

#### Palmarès
- WCW United States Heavyweight Championship (1 fois) : Raven en 1998[5]
- WCW World Television Championship (1 fois) : Saturn en 1997[7]
- WCW World Tag Team Championship (1 fois) : Raven et Saturn[8]

### Dead Pool/Dark Carnival (1999)
The Dead Pool est un clan centré sur Raven créé en août 1999 lorsque Raven est à la WCW et fait équipe avec Vampiro et the Insane Clown Posse (ICP) (Violent J et Shaggy 2 Dope). Après que Raven a décidé de quitter la WCW et de retourner à la ECW, Vampiro et ICP continuent en formant the Dark Carnival sans lui.
Dead Pool revient plus d'une fois, incluant la fédération Juggalo Championship Wrestling créée par ICP où ils formèrent une autre version du groupe, The Dead Pool 2000, avec Balls Mahoney.

#### Membres
- Insane Clown Posse (Violent J et Shaggy 2 Dope)
- Vampiro
- The Great Muta (rejoint après le départ de Raven)
- The KISS Demon (rejoint après le départ de Raven)

## Total Nonstop Action Wrestling

### The Gathering (2003-2004)
Raven rejoint la Total Nonstop Action Wrestling en 2003, et forme une nouvelle version de the Flock, appelée The Gathering. Les premiers membres sont Julio Dinero et Alexis Laree, avec CM Punk qui rejoint le groupe après sa création. Punk et Dinero jouent des fans de Raven. Laree quitte ensuite le groupe et la TNA, lorsqu'elle signe un contrat avec la WWE en août 2003. Le 7 décembre 2003, Punk et Dinero se retournent contre Raven dans un six-man steel cage match. Raven n'apparait plus à la TNA et Punk et Dinero rejoignent l'ennemi de longtemps de Raven, James Mitchell, et continuent de catcher sous le nom The Gathering. L'équipe se sépare quand CM Punk quitte la TNA pour Ring of Honor en mars 2004 lors de la « controverse Rob Feinstein ».

#### Membres
- Julio Dinero[9]
- Alexis Laree[9]
- CM Punk[9]

### Serotonin (2006-2007)
Le 19 novembre 2006, lors de TNA Genesis, Kazarian, Maverick Matt, et Johnny Devine apparaissent avec un nouveau look. Après plusieurs sorties, ils se baptisent Serotonin, en référence à la molécule du même nom qui réglemente, entre autres, l'agression, l'anxiété, etc., choses auxquelles Raven est associé depuis ses débuts.
L'entrée de Raven dans ce groupe est différente de celles qu'il a faites pour ses autres groupes. Serotonin catche dans les dark matches et dans les pay-per-views mais perd la majorité des matchs.
Le 8 mars 2007, les noms de ses membres changent :  Kazarian devient Kaz ; Maverick Matt, Martyr ; et Johnny Devine, Havok. Le 21 juin 2007, Kaz se retourne contre Serotonin, ce qui coûte un match à Raven qui catchait contre Chris Harris. Kaz bat Raven dans un match à Hard Justice 2007. Martyr est ensuite relâché par la TNA et quitte l'équipe. Raven et Havok font alors brièvement équipe avec Black Reign et James Mitchell afin de détruire Abyss. Le 15 novembre à iMPACT!, Havok est révélé comme un traîte de la Team 3D et reprend son nom de ring Johnny Devine, ce qui met fin à Serotonin.
Serotonin ne gagnera qu'une fois lors d'un pay-per-view en battant Sonjay Dutt et Jay Lethal après une intervention de Martyr à Against All Odds 2007.

#### Membres
- Raven
- Havok
- Kaz
- Martyr